# Nina Zimmermann-Elseify
Nina Zimmermann-Elseify (geborene Nina Zimmermann) ist eine deutsche Klassische Archäologin.

## Leben
Nina Zimmermann studierte Klassische Archäologie, Vor- und Frühgeschichte und Alte Geschichte. Sie war Mitarbeiterin Heide Fronings am Projekt Hellenistische Keramik an der Universität Marburg, wo sie 1997 mit der Arbeit Beziehungen zwischen Ton- und Metallgefäßen spätklassischer und frühhellenistischer Zeit promoviert wurde. Für die Arbeit wurde ihr das Reisestipendium des Deutschen Archäologischen Instituts zuerkannt, mit dessen Hilfe sie den Mittelmeerraum bereisen konnte. 2000 bis 2004 arbeitete Zimmermann-Elseify als Volontärin und wissenschaftliche Mitarbeiterin an der Antikensammlung der Staatlichen Museen Kassel. Danach forschte sie mit Heide Froning zu Terrakotten der antiken Stadt Elis und bearbeitete die weißgrundigen, schwarz- und rotfigurigen Lekythen und Alabastra der Antikensammlung Berlin in vier Bänden für das Corpus Vasorum Antiquorum Deutschland. Seit 2016 ist Zimmermann-Elseify in Nachfolge von Ursula Kästner verantwortliche Kuratorin an der Berliner Antikensammlung für die Griechische Keramik.

## Schriften
- Beziehungen zwischen Ton- und Metallgefäßen spätklassischer und frühhellenistischer Zeit. Leidorf, Raden 1998, ISBN 3-924734-38-0 (Internationale Archäologie, Band 20) (= Dissertation).
- mit Peter Gercke: Antike Steinskulpturen und neuzeitliche Nachbildungen in Kassel. Bestandskatalog. von Zabern, Mainz 2007, ISBN 978-3-8053-3781-6.
- mit Heide Froning-Kehler: Die Terrakotten der antiken Stadt Elis. Harrassowitz, Wiesbaden 2010, ISBN 978-3-447-06150-6.
- Corpus Vasorum Antiquorum Deutschland, Band 89. Antikensammlung Berlin Band 12: Attisch weißgrundige Lekythen. C. H. Beck, München 2011, ISBN 978-3-406-61493-4.
- Corpus Vasorum Antiquorum Deutschland, Band 93. Antikensammlung Berlin Band 13: Attisch rotfigurige Lekythen. C. H. Beck, München 2013, ISBN 978-3-406-64873-1.
- Corpus Vasorum Antiquorum Deutschland, Band 99. Antikensammlung Berlin Band 16: Attische Alabastra und Bauchlekythen. C. H. Beck, München 2015, ISBN 978-3-406-68353-4.
- Corpus Vasorum Antiquorum Deutschland, Band 102. Antikensammlung Berlin Band 17: Attisch schwarzfigurige Lekythen. C. H. Beck, München 2018, ISBN 978-3-406-71541-9.
- mit Agnes Schwarzmaier und Frederik Grosser: Starke Typen. Griechische Porträts der Antike. Michael Imhof Verlag, Petersberg 2019, ISBN 978-3-7319-0845-6.
- mit Agnes Schwarzmaier: Klangbilder. Musik im antiken Griechenland. Staatliche Museen zu Berlin, Preußischer Kulturbesitz, Berlin 2021, ISBN 978-3-88609-854-5.
- mit Laura Puritani: Corpus Vasorum Antiquorum Deutschland, Band 110. Antikensammlung Berlin Band 20: Attisch schwarzfigurige Halsamphoren und Hydrien. C. H. Beck, München 2022, ISBN 978-3-7696-3788-5.

## Belege
1. ↑  Hellenistische Keramik (Memento des Originals vom 6. Dezember 2014 im Internet Archive)  Info: Der Archivlink wurde automatisch eingesetzt und noch nicht geprüft. Bitte prüfe Original- und Archivlink gemäß Anleitung und entferne dann diesen Hinweis..
2. ↑  Antike Skulpturen.
3. ↑  Staatliche Museen zu Berlin: Staatliche Museen zu Berlin: Vasenforschung (CVA). Abgerufen am 17. Dezember 2023.

| Personendaten    | Personendaten                   |
| ---------------- | ------------------------------- |
| NAME             | Zimmermann-Elseify, Nina        |
| ALTERNATIVNAMEN  | Zimmermann, Nina                |
| KURZBESCHREIBUNG | deutsche Klassische Archäologin |
| GEBURTSDATUM     | 20. Jahrhundert                 |